# 中央人民政府第二机械工业部
中华人民共和国中央人民政府第二机械工业部，是根据1949年9月27日中国人民政治协商会议第一届全体会议通过的《中华人民共和国中央人民政府组织法》第二十二条的规定，于1952年8月7日设置的一个部门。1952年8月7日，中央人民政府委员会第十七次会议决定，成立中央人民政府第二机械工业部。

## 历史
中华人民共和国后， 国防工业在中央人民政府重工业部领导下，由刘鼎分管。
1952年8月7日，中央人民政府委员会第十七次会议决定，成立中央人民政府第二机械工业部。按照相关规定，中央人民政府第二机械工业部在政务院财政经济委员会的指导下展开工作。
1954年9月更名为中华人民共和国第二机械工业部。
1956年4月21日，毛泽东等中央领导听取李富春关于第二个五年计划的汇报。在讨论关于战时和平时工业生产的互相转化问题，毛泽东说：学两套本事，在军事工业中练习生产民用产品的本事，在民用工业中练习生产军事产品的本事。这个办法是好的，必须如此做。1956年4月25日，毛泽东在中央政治局扩大会议上讲了著名的十大关系问题，其中把国防建设和经济建设的关系作为主要问题来论述。他提出要把军政费用降到一个适当的比例，增加经济建设费用。只有经济建设发展得更快了，国防建设才能够有更大的进步。据此，朱德认为工业建设应该平战结合。1957年8月14日，朱德在和李先念讨论机构改革问题时再次明确表示：第一机械工业部、第二机械工业部和电机工业部三个部应该合并起来，重新给他们分配任务。
1958年2月11日，第一届全国人民代表大会第五次会议通过《关于调整国务院所属组织机构的决定》，决定第一机械工业部、第二机械工业部和电机制造工业部合并为中华人民共和国第一机械工业部。

## 组织结构
- 一局(枪炮与枪弹)
  - 技术处
- 二局：原重工业部兵工总局。局长刘鼎（副部长兼）/张连奎。副局长张连奎、郑汉涛、王彬、王立。1953年9月，二局分为一、二、三共3个管理局：新二局主管炮弹、火工品行业；
- 三局：主管火炸药行业。
- 四局：原航空工业局。局长赵尔陆兼/王西萍
- 六局：坦克装甲车辆工业。局长刘雪初
- 七局基建牛连文
- 八局供应
- 十局(电信工业局）1953年4月10日，经政务院财经委员会批准，原重工业部电信工业局改属第二机械工业部建制，改称为第二机械工业部第十局。军委通信部副部长刘寅兼任局长。 副局长、代局长王士光。主要任务：为军队提供通信装备；为军工部门提供配套的通信、导航产品；为国民经济各部门提供有线和无线电通信设备；为广播事业提供成套播送设备；向人民群众提供收音机、扩音机和电唱机等消费类产品。
- 计划司司长郑汉涛
- 干部司
- 监察室主任姚伟杰
- 技术司司长王立  副司长刘大明兼国防工业出版社社长
- 保卫司
- 部驻苏代表谭伟

## 领导
- 部长赵尔陆（1952年8月—1954年9月）
- 副部长
  - 刘寅 （原中央人民政府重工业部副部长）
  - 张霖之
  - 万毅 （曾任人民解放军炮兵副司令）
  - 张连奎 （曾任中央人民政府第二机械工业部第二局局长，1954年6月）
  - 杨春圃（曾任解放军空军干部部部长，1954年6月任）
  - 朱涤心
- 副部长后改任部总工程师刘鼎